# Ordre (informàtica)
En informàtica, una ordre és una directiva o instrucció que l'usuari proporciona al sistema, des de la línia d'ordres o directament cridant al programa, el qual generalment està contingut en un arxiu executable.